# Barrio del Foix (Blois)
El barrio del Foix (en francés: quartier du Foix; en latín: burgus de Fisco; pronunciación en francés: /'fwa/) es un barrio histórico de Blois, que hoy corresponde a la parte occidental del centro de la ciudad, en la zona baja y al oeste del barrio de Burgo Mediano, alrededor de la iglesia de San Nicolás.

## Geografía

### Generalidades
El barrio del Foix es uno de los barrios históricos de la ciudad de Blois. Ubicado en la ribera derecha del río Loira, actualmente forma una franja delimitada al sur por el río, al norte por la colina del valle del Loira (barrio de la Estación), al este por la iglesia de San Nicolás, y al oeste por el bulevar Daniel Dupuis.
Gracias a su situación geográfica privilegiada, el barrio se integra en el centro moderno de Blois, del cual constituye la extensión occidental, entre los puentes François-Mitterrand y Jacques-Gabriel.

### Hidrología
Al igual que otros barrios históricos de Blois, el barrio del Foix se ha establecido en el lecho mayor del río Loira. El río delimita todo el barrio por su lado sur.
No hay otros cursos de agua naturales que atraviesen el interior del barrio.

### Vías de comunicación y transporte

#### Infraestructuras viales
El barrio está delimitado por varias rutas clave:
- al sur, la D 952 (o quai du Foix) que sigue la ribera derecha del Loira.
- al oeste, la D 202 (o boulevard Daniel Dupuis), que conecta el barrio con la estación de tren y la parte alta de la colina del valle del Loira a través del puente François-Mitterrand.

#### Transporte público
El barrio del Foix es servido por Azalys, el nombre comercial del sistema de transporte de Agglopolys, gestionado por la empresa Keolis Blois, subsidiaria de Keolis.
Generalmente, el barrio es cubierto por la línea que va hacia los Grouëts. En 2024, esta es la línea escolar S13.
Desde 2021, Azalys ha puesto en funcionamiento una segunda lanzadera gratuita, la N2, para mejorar la conexión del barrio con el centro histórico y la estación de tren.
Ambas líneas tienen dos paradas en el muelle del Foix (quai du Foix en francés).

### Riesgos mayores

#### Riesgos naturales

##### Inundaciones
La proximidad del barrio del Foix con el río Loira conlleva naturalmente un riesgo de inundación.

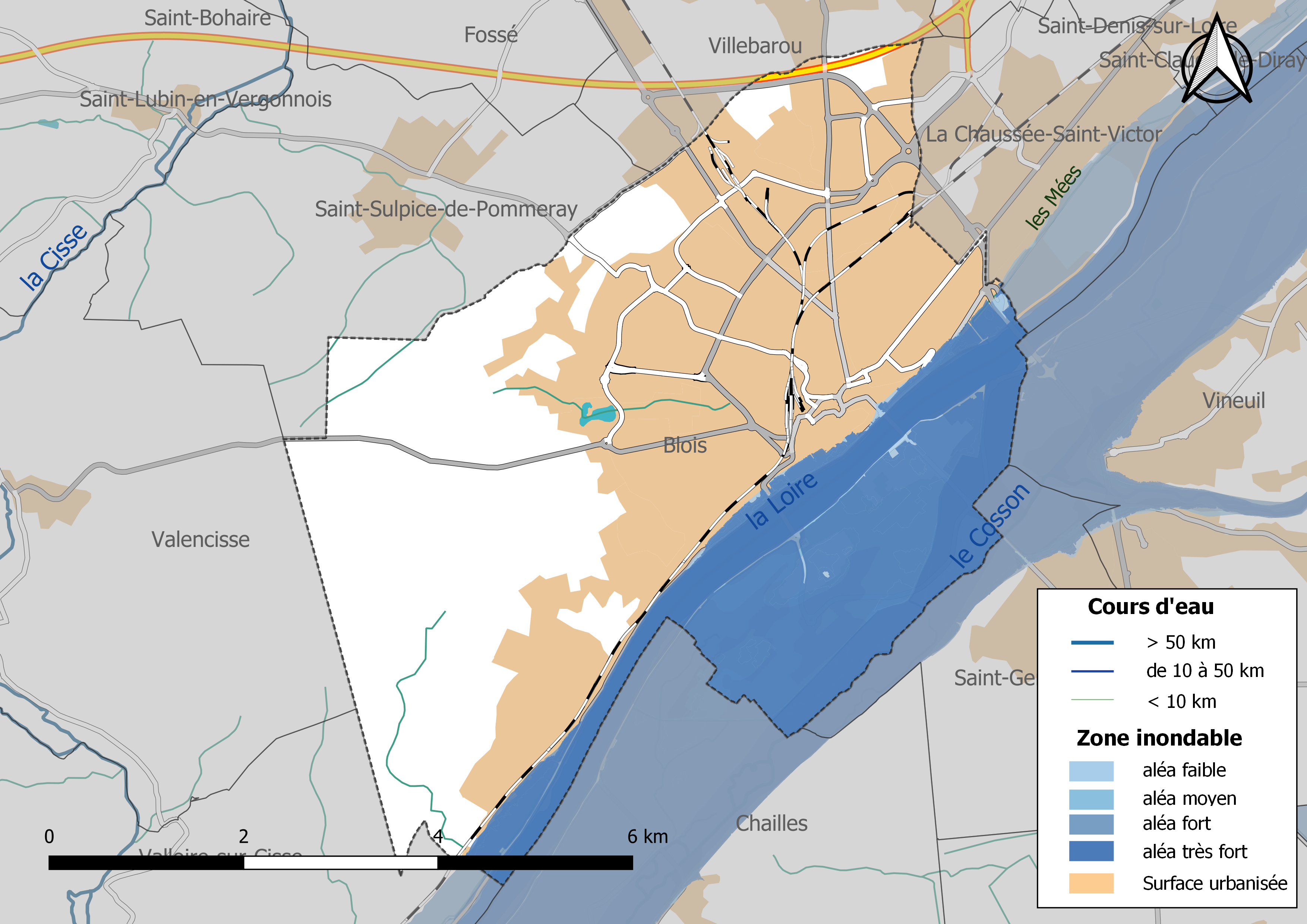
La casi totalidad del barrio del Foix está considerada como inundable.

## Toponimia
El término «Foix» hace referencia al fiscus, es decir, al dominio de la Corona francesa. En efecto, el barrio fue ofrecido en 924 por el rey Raúl a monjes benedictinos que se habían refugiado 50 años antes en la capilla de San Carilefo, dentro del castillo medieval.

## Historia

### Antigüedad y Edad Media
La falta de estudios arqueológicos en el barrio del Foix dificulta estimar el papel que podría haber desempeñado en el asentamiento primitivo de Blois. Sin embargo, el territorio del barrio no aparece mencionado en fuentes históricas hasta el año 924, cuando el rey Raúl (Rodolfo) lo cedió a los monjes benedictinos del monasterio de Corbión.

### Hasta la Revolución
Hasta la Revolución francesa, la historia del barrio del Foix está estrechamente ligada a la de la abadía de San Lomer. El barrio formaba parte de los dominios de la abadía, y su desarrollo estuvo fuertemente influenciado por las actividades religiosas y económicas de los monjes.

### Historia reciente
A partir de 1792, el barrio del Foix experimentó una transformación radical. Durante este período, las fortificaciones y la antigua iglesia de San Nicolás fueron destruidas. Además, la abadía de San Lomer fue convertida en un hôtel-Dieu (hospital) y las tierras circundantes fueron abiertas al uso de los ciudadanos. Desde entonces, solo la iglesia interna de la abadía ha conservado funciones religiosas, cambiando su nombre a San Nicolás, adoptando el nombre de la iglesia desaparecida.
En 1823, el escritor Victor Hugo visitó a su padre, quien estaba establecido en el barrio en el número 73 de la rue du Foix(actual número 65 de la misma calle).
Durante el Segundo Imperio, el alcalde Eugène Riffault impulsó la construcción del bulevar del Oeste, actualmente conocido como bulevar Daniel Dupuis, conectando los muelles del Loira con la estación de tren.
Entre 1910 y 1933, el barrio del Foix estuvo conectado con los Grouëts y el centro de la ciudad por la línea ② del tranvía eléctrico de Blois (TEB), que partía del matadero de la rue Basse des Grouëts y seguía la ribera del Loira hasta el barrio de San Juan.
Finalmente, el puente François-Mitterrand, que cruza el Loira desde el final del bulevar Daniel Dupuis, fue inaugurado en 1994.

## Cultura

### Patrimonio arquitectónico

#### Monumentos históricos y sitios clasificados
- la iglesia de San Nicolás del Foix (también antigua abacial de San Lomer, del siglo XII) :  Inscrito MH (1840)
- el antiguo hôtel-Dieu de Blois.

#### Monumentos hoy desaparecidos
- la abadía de San Lomer (disuelta en 1792 a beneficio de la nueva iglesia de San Nicolás y del hôtel-Dieu)
- la antigua iglesia de San Nicolás del Foix (destruida en 1792)
- la iglesia de San Leobino (destruida en 1114)
- la iglesia de San Pedro del Foix (destruida circa 1360)
- las murallas de la ciudad (desmanteladas entre 1789 y 1813)